# جوسلين بلانشار
جوسلين بلانشار (28 مايو 1972 ببيثون في فرنسا - ) (بالفرنسية: Jocelyn Blanchard)‏ هو لاعب كرة قدم فرنسي في مركز الوسط. لعب مع أوستريا فيينا ونادي لانس ونادي ميتز ويوفنتوس ونادي دونكيرك وSK Austria Kärnten ‏.

## وصلات خارجية
- جوسلين بلانشار على موقع رابطة كرة القدم الفرنسية للمحترفين (الإنجليزية)
- جوسلين بلانشار على موقع قاعدة بيانات كرة القدم.إي يو (الإنجليزية)
- جوسلين بلانشار على موقع Soccerway.com (الإنجليزية)
- جوسلين بلانشار على موقع عالم كرة القدم.نت (الإنجليزية)